# Thomas Benbow Phillips
Thomas Benbow Phillips (4 de fevereiro de 1829 - 30 de janeiro 1915) foi um pioneiro dos assentamentos galeses no Brasil e, com mais sucesso, na Patagônia durante o século 19.
Phillips nasceu em Manchester ou Tregaron, onde cresceu. Vivendo em Manchester em 1848, entrou em contato com comerciantes de algodão, que estavam ansiosos para estabelecer uma colônia no Brasil para o cultivo de algodão para suas fábricas em Lancashire. Phillips viajou para o Rio Grande do Sul para começar os arranjos, e até o final de maio 1851 tinha sido acompanhado por seis grupos de imigrantes galeses. No entanto, o acordo falhou, aparentemente porque a maioria dos imigrantes tinham antecedentes na indústria de mineração e encontrou trabalho nas minas de carvão brasileiros mais rentáveis do que o cultivo do algodão.
Phillips casou-se com uma brasileira, María Januária Buena Fiorinal, mas depois de sua morte, em 1872, mudou-se para a colonia galesa de Y Wladfa, na Patagônia. Lá, tornou-se um dos mais proeminentes membros do assentamento Chubut, e em 1898, com Llwyd ap Iwan, viajou a Londres para apresentar o governo britânico com uma lista de queixas da comunidade contra o governo argentino. No entanto, o governo em Londres se recusou a entreter demandas que ele deve afirmar a soberania sobre o assentamento.
Retornou a Patagônia, onde continuou a viver até sua morte em 1915.

## References
1. ↑  http://www.peoplescollection.wales/collections/475593 Em inglês
2. ↑  http://www.bbc.com/news/uk-wales-mid-wales-34526778 Em inglês
3. ↑  R. Bryn Williams (2000). Gwladfa Patagonia 1865–2000 = La colonia galesa de Patagonia 1865–2000 = The Welsh colony in Patagonia 1865–2000. [S.l.]: Gwasg Carreg Gwalch. ISBN 0-86381-653-3